# Frederico Castello Branco Clark
Frederico Castello Branco Clark (Parnaíba, 25 de outubro de 1887 – Parnaíba, 01 de outubro de 1971) foi um diplomata, escritor e advogado brasileiro, que foi embaixador do Brasil em Tóquio, no período da segunda guerra mundial.

## Biografia

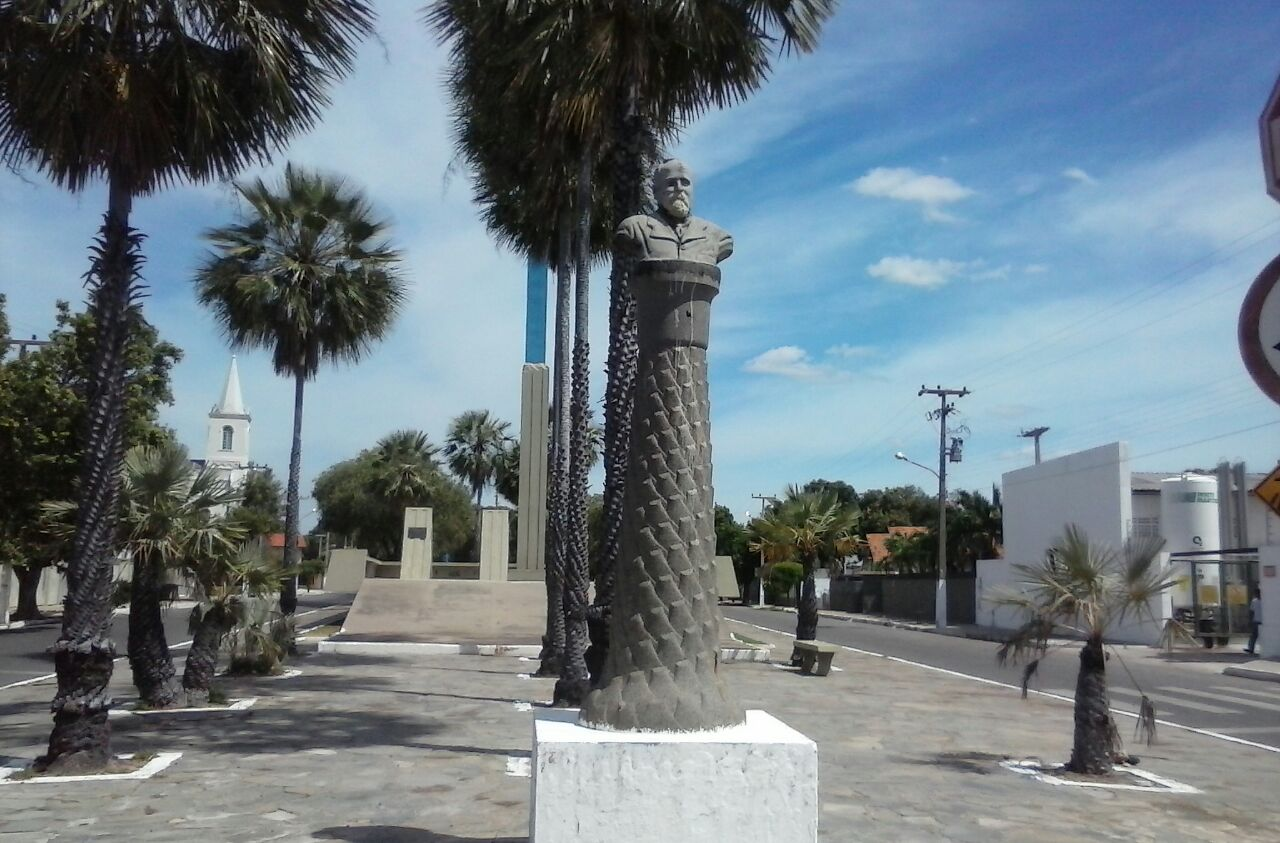
Monumento em forma de carnaúba com o busto de James Frederik Clark, pai de Frederico

Filho do inglês James Frederick Clark e da brasileira Ana Castello Branco Clark, neto de Antônio Borges Leal Castelo Branco nasceu em Parnaíba, no Piauí. Estudou no Ginásio Maranhense, em São Luís, Maranhão e logo em seguida, transferiu-se para Recife, Pernambuco, onde se formou pela Faculdade de Direito do Recife em 1907.
Começou sua carreira diplomática na terra de seu pai, a Inglaterra, sendo designado em julho de 1908 para a embaixada brasileira em Londres. Até 1938, Frederico desempenhou menores papéis diplomáticos em países como Argentina, Chile, Peru, Venezuela, Suíça, Bolívia, Cuba, Suécia e Finlândia, até que tudo mudou quando ele foi designado a embaixador no Japão em fevereiro de 1939. A segunda guerra mundial estava prestes a acontecer dentro de alguns meses e o Japão e Brasil estariam em lados antagônicos.
Logo que chegou no Japão, Frederico ficou desconfiado de certos programas oferecidos pelo governo japonês, principalmente sobre um programa de intercâmbio cultural, onde os diplomatas estrangeiros conheceriam o melhor da cultura japonesa, porém deveriam voltar o mais rápido possível para a sua pátria. Esse pensamento de Clark não foi empecilho para celebrarem o acordo Brasil-Japão de 1940. As desconfianças do embaixador seguiram ao longo da guerra. Em 1941, o presidente do Brasil, Getúlio Vargas, foi condecorado com a Ordem Suprema do Crisântemo, mais alta honraria japonesa, o que fez Frederico pensar que o Japão queria uma condecoração em troca para o Japão mostrar aos Estados Unidos que tinha uma relação íntima com o Brasil.

MS Gripsholm atracou no Rio de Janeiro em 10 de agosto de 1942. Frederico Castelo Branco Clark, ex-embaixador do Brasil no Japão (centro); Renato Lacerda Lago, ex-ministro do Brasil na China (centro). (Acima à esquerda: ministro dos EUA em Bangkok, Sr. Willys R.
Peck com sua esposa; abaixo à esquerda: ex-embaixador dos EUA em Tóquio, Joseph Grew e sua esposa.)

O Brasil rompeu ligações diplomáticas com o Japão no dia 28 de janeiro de 1942, sendo assim, o embaixador Frederico ficou preso na embaixada brasileira de Tóquio a partir de 2 de fevereiro, juntamente com Rui Pinheiro Guimarães e Pedro Nabuco de Abreu, primeiros-secretários da embaixada. Em 26 de julho, os diplomatas embarcaram no navio Gripsholm rumo ao Brasil, chegando no Rio de Janeiro, na manhã de 10 de agosto.
Em 19 de julho de 1944, Frederico Castello Branco Clark foi designado a delegado do Brasil junto ao comitê francês de libertação com a categoria de embaixador. Chegou em Paris, no dia 18 de novembro, onde apresentou suas credenciais ao general Charles de Gaulle no dia 21, dois dias depois, o Brasil reconheceu Governo Provisório da República Francesa, transformando o status de Clark. Foi embaixador em Paris até 1948, removendo-se para o Vaticano, atuando como embaixador da Santa Sé até 1952, quando se aposentou.
Como escritor, escreveu vários artigos sobre política e direito internacional publicados em jornais do Rio de Janeiro e também foi o autor do Sistema penitenciário da Argentina.
Frederico Castello Branco Clark faleceu de câncer em sua cidade natal, Parnaíba, no 01 de outubro de 1971.

## Homenagens e dedicações
- Existe uma rua em Teresina, capital do estado onde Frederico nasceu, chamada rua embaixador Frederico Clark.[8]